# Žbluňk!
Žbluňk! (v anglickém originále Splash) je americký rodinný film z roku 1984. Režisérem filmu je Ron Howard. Hlavní role ve filmu ztvárnili Tom Hanks, Daryl Hannah, John Candy, Eugene Levy a Dody Goodman.

## Děj
V roce 1964 se osmiletý Allen Bauer s rodinou vydává na výlet lodí na Cape Cod. Allen je fascinován něčím pod hladinou a skočí přes palubu. V oceánu se setká s mladou dívkou a nevysvětlitelným způsobem zjistí, že dokáže dýchat pod vodou. Allen je však zachráněn a vytažen zpět na hladinu a oba se rozdělí. Protože nikdo jiný dívku neviděl, Allen dojde k přesvědčení, že setkání bylo halucinací blízkou smrti.
V roce 1984 je nyní Allen spolu se svým sukničkářským starším bratrem Freddiem spolumajitelem velkoobchodu s ovocem a zeleninou v New Yorku. V průběhu let Allenovy vztahy ztroskotávají, protože podvědomě hledá spojení, které cítil se záhadnou dívkou. V depresi po posledním rozchodu se Allen vrací na Cape Cod, kde se na potápěčské výpravě setkává s výstředním vědcem Dr. Walterem Kornbluthem. Když se jeho motorový člun porouchá, Allen spadne do moře a upadne do bezvědomí; jeho peněženka spadne na korál pod ním. Probudí se na pláži v přítomnosti krásné nahé ženy, která není schopna mluvit. Poté, co ho políbí, se ponoří do moře, kde se promění v mořskou pannu. Při plavání pod vodou ji spatří Kornbluth.
Mořská panna najde Allenovu peněženku a pomocí map potopené lodi najde New York. Nahá vystoupí na břeh u Sochy Svobody a je zatčena za neslušné obnažování. Na základě informací z Allenovy peněženky se s ním policie spojí a záhadná dívka je vydána do jeho péče. Na základě sledování televize se naučí mluvit anglicky a s nadšením prozkoumává město. Protože není schopna říct své pravé jméno v lidské řeči, vybere si z nápisu na Madison Avenue "Madison". Allenovi řekne, že v New Yorku stráví "šest dní plných zábavy až do úplňku"; pokud zůstane déle, nebude se moci vrátit domů. Navzdory Madisoninu občasnému obskurnímu chování se do sebe s Allenem zamilují. Allen požádá Madison o ruku, ale ona odmítne a uteče. Po chvíli přemýšlení se Madison k Allenovi vrátí a souhlasí s tím, že si ho vezme, s tím, že mu po nadcházející večeři pro hodnostáře na uvítanou prezidenta řekne o sobě pravdu.
Mezitím Kornbluth zjistí, že nahá žena na Ostrově svobody je mořská panna, se kterou se setkal, a pronásleduje dvojici, kterou se snaží odhalit jako mořskou pannu tím, že ji postříká vodou. Jeho první pokusy jsou neúspěšné a Kornbluth skončí s mnohačetnými zraněními. Nakonec pronikne na večeři hodnostářů, postříká Madison hadicí a úspěšně odhalí její totožnost. Madison se zmocní vládní agenti a odvezou ji k vyšetření do tajné laboratoře, kterou vede Kornbluthův chladnokrevný rival doktor Ross. Zatímco Madison v zajetí chřadne, Kornbluth se dozví, že ji vědci hodlají pitvat; to ho přiměje litovat svého činu, protože chtěl jen dokázat, že není blázen, a ne způsobit skutečnou škodu.
Allen je Madisoniným tajemstvím šokován a odmítne ji, ale když své rozčarování vyjádří bratrovi, Freddie se na něj oboří a připomene Allenovi, jak s ní byl šťastný. Allen si uvědomí, že Madison stále miluje, a konfrontuje se s Kornbluthem, který se cítí provinile, a protože ho kolegové navzdory jeho odhalení odmítli, souhlasí, že ji pomůže zachránit.
Vydávajíce se za švédské vědce, Allen, Freddie a Kornbluth vstoupí do laboratoře a propašují Madison ven. Freddie se rozhodne nechat se zatknout místo Allena, zatímco Kornbluth se neúspěšně snaží zabránit vojákům Spojených států, aby dvojici chytili. Přestože jsou Allen a Madison pronásledováni, podaří se jim dostat do newyorského přístavu. Madison řekne Allenovi, že může přežít pod vodou, dokud je s ní, což způsobí, že si Allen uvědomí, že to byla dívka, kterou potkal pod vodou jako dítě. Madison ho varuje, že pokud přijde žít do moře, nemůže se vrátit na souš. Když se k nim vojáci přiblíží, skočí do vody. Když se Allena pokusí zatknout další vojáci, skočí do vody za ní, ale začne se topit, protože neumí plavat. Madison ho políbí, čímž mu daruje schopnost plavat a dýchat pod vodou. Do vody vstoupí žabí muži, kteří chtějí Madison a Allena znovu zajmout, ale dvojice se jim ubrání a unikne. Allen odhodí bundu, opustí svůj bídný život na hladině a dvojice šťastně plave směrem k něčemu, co se zdá být podvodním královstvím.

## Obsazení
| Tom Hanks        | Allen Bauer      |
| Daryl Hannah     | Madison          |
| John Candy       | Freddie Bauer    |
| Eugene Levy      | Walter Kornbluth |
| Dody Goodman     | paní Stimler     |
| Richard B. Shull | doktor Ross      |
| Shecky Greene    | pan Buyrite      |
| Bobby Di Cicco   | Jerry            |

## Ocenění
Film byl nominován na Oscara v kategorii nejlepší scénář. Byl také nominován na Zlatý glóbus v kategorii nejlepší film - komedie/muzikál.